# 岩崎瀧三
岩崎 瀧三（いわさき たきぞう、1895年（明治28年）9月12日 - 1965年（昭和40年））は、日本の実業家。岐阜県郡上郡八幡町（現:郡上市八幡町）生まれ。

## 人物
1895年9月12日、岐阜県に生まれる。1932年（昭和7年）、大阪市北区に「食品模型岩崎製作所」を設立。当時出回り始めていた食品サンプルの事業化に初めて成功した。第1号のサンプルはオムレツ。妻のつくったオムレツがモデルとなった。1955年、故郷の役に立ちたいと郡上八幡に岐阜工場を建設。1963年、岩崎模型製造株式会社に社名変更。2013年現在、いわさきグループの国内シェアは約70%に達し、食品サンプルづくり体験も年間1万人以上が利用する人気サービスに成長した。八幡町の生家は「食品サンプルの創始者 サンプル王 岩崎瀧三の生家」と看板が掲げられ、観光スポットとなっている。
2016年9月12日のGoogle Doodleは、彼の生誕121周年を記念したものとなった。